# زاغ زمینی سین‌کیانگ
زاغ زمینی سین‌کیانگ (نام علمی: Podoces biddulphi) نام یک گونه از تیره کلاغان است.